# Отіаї Хіросі
Отіаї Хіросі (яп. 落合 弘, нар. 28 лютого 1946, Сайтама —) — японський футболіст, що грав на позиції захисника.

## Клубна кар'єра
Грав за команду Міцубіши Моторс.

## Виступи за збірну
Дебютував 1974 року в офіційних матчах у складі національної збірної Японії. У формі головної команди країни зіграв 63 матчів.

## Статистика
Статистика виступів у національній збірній.
| Збірна Японії | Збірна Японії | Збірна Японії |
| Роки          | Ігри          | голи          |
| ------------- | ------------- | ------------- |
| 1974          | 2             | 0             |
| 1975          | 13            | 3             |
| 1976          | 15            | 2             |
| 1977          | 5             | 0             |
| 1978          | 14            | 3             |
| 1979          | 9             | 1             |
| 1980          | 5             | 0             |
| Усього        | 63            | 9             |